# Beneharo
Beneharo (fl. XV secolo) Re di etnia guanci deò menceyato di Anaga sull'isola di Tenerife, Isole Canarie.
Nel 1492 Re Beneharo ha stipulato un trattato di pace con Lope de Salazar, inviato dal governatore di Gran Canaria, Francisco Maldonado. Tuttavia, nel 1494, il nuovo arrivato sulle isole, Alonso Fernández de Lugo  ha dovuto inviare presso il Mencey, Fernando Guanarteme, per organizzare un nuovo trattato, pochè pochi mesi prima c'era stata una incursione spagnola in Anaga, allo scopo di catturare degli schiavi. Dopo tale azione il Mencey ritirò il sostegno agli europei. Grazie ai nuovi negoziati condotti da Fernando Guanarteme di Gáldar, e di Alonso, che avevano restituito alle rispettive famiglie gli schiavi Guanci catturati, Beneharo rinnovò il trattato di pace, mantenendosi neutrale durante la campagna militare.
Dopo la conquista, Beneharo venne condotto in Spagna, da Alonso Fernández de Lugo alla presenza dei Re Cattolici insieme agli altri Menceyes. Ritornò poi a Tenerife, ma nel 1497, venne bandito, dal comando reale. Tornò a Tenerife anni più tardi, presentandosi come testimone per alcuni eventi avvenuti tra il 1522 e il 1525.